# مایکل لندز
مایکل لندز (به انگلیسی: Michael Landes) (زاده ۱۸ سپتامبر ۱۹۷۲ ) بازیگر آمریکایی است.
از فیلم‌های معروف او می‌توان به بازی در مقصد نهایی ۲، وقتی مهمانی تمام شد، رویایی برای یک بی‌خوابی و دوست‌پسر دوست‌دختر من اشاره کرد.